# Cmp (Unix)
O comando cmp(do inglês compare) em sistemas operacionais unix-like compara dois arquivos de qualquer tipo, byte a byte, e grava os resultados para a saída padrão. Por padrão, o programa não produz saída se os arquivos forem o mesmo; se forem diferentes, a contagem de bytes até a linha e o número da linha onde houve diferença são relatados.

## Uso
A sintaxe geral do comando cmp é a seguinte:
```
cmp
 
[
OPÇÃO
]
...
 
ARQUIVO1
 
[
ARQUIVO2
 
[
PULAR1
 
[
PULAR2
]]]

```

Os argumentos ARQUIVO1 e ARQUIVO2 indicam os arquivos a serem comparados. Caso o ARQUIVO2 não seja informado, a informação é lida da entrada padrão. PULAR1 e PULAR2 indicam o número de bytes a serem pulados a partir do início de cada arquivo antes de iniciar a comparação (os sufixos kB, K, MB, M, GB, G podem ser usados como os multiplicadores 1000, 1024, 1.000.000, 1.048.576, 1.000.000.000 respectivamente - o mesmo vale para os prefixos T, P, E etc).

## Opções
As opções mais comuns do comando cmp são:
- --bytes (-n) - Deve ser seguido pelo número máximo de bytes a ser comparado entre os arquivos
- --quiet, --silent (-s) - Suprime toda saída padrão do programa

## Exemplos
Nos exemplos abaixo o conteúdo de arquivo1 é igual ao conteúdo de arquivo3 e o conteúdo de arquivo2 é diferente de ambos.
```
cmp
 
arquivo1
 
arquivo2
 
# compara 'arquivo1' e 'arquivo2'

                      
# produz a seguinte saída

                      
# "arquivo1 arquivo2 differ: byte 5, line 1

cmp
 
arquivo1
 
arquivo3
 
# compara 'arquivo1' e 'arquivo3'

                      
# não produz saída porque eles são iguais

cat
 
arquivo2
 
|
 
cmp
 
arquivo1
 
# compara 'arquivo1' com a saída do comando

                            
# 'cat arquivo2', o comando cat exibe o conteudo

                            
# de 'arquivo2', produzindo a mesma saída final

                            
# que 'cmp arquivo1 arquivo2'

```

## Valores de retorno
O comando possuí os seguintes valores de retorno:
- 0 - se os arquivos são idênticos
- 1 - se os arquivos são diferentes
- 2 - se algum dos arquivos é inacessível ou se houve erro de sintaxe